# Erythrodes purpurascens
Erythrodes purpurascens är en orkidéart som beskrevs av Rudolf Schlechter. Erythrodes purpurascens ingår i släktet Erythrodes och familjen orkidéer. Inga underarter finns listade i Catalogue of Life.